# Војводство опољско
Војводство Опоље (пољ. Województwo opolskie) је једно од 16 Пољских Војводства. Основано је 1. јануара 1999. године. Налази се у јужном делу Пољске. Граничи се са Чешком, војводством Доња Шлеска, војводством Шлеска, војводством Лођ и војводством Великопољска.

## Највећи градови
- Ополе (Opole) – 131 272 становника (2007)
- Кенђежин Козле (Kędzierzyn-Koźle) – 66 379 (2004)
- Ниса – 47 959 (2004)
- Бжег– 38 718 (2004)
- Клучборк (Kluczbork) – 26 535 (2004)
- Прудњик (Prudnik) – 26 400 (2007)
- Стшелце Ополскје (Strzelce Opolskie) – 20 478 (2004)
- Крапковице (Krapkowice) – 19 832 (2004)
- Намислов (Namysłów) – 16 616 (2004)
- Глухолази (Głuchołazy) – 15 293 (2004)
- Глубчице (Głubczyce) – 13 636 (2004)
- Зђешовице (Zdzieszowice) – 13 467 (2004)
- Олесно (Olesno) – 10 305 (2004)
- Озимек (Ozimek) – 10 040 (2004)
- Гродков (Grodków) – 9 200 (2007)
- Завадскје (Zawadzkie) – 8 469 (2004)
- Пачков (Paczków) - 8 226 (2004)
- Прашка (Praszka) – 8 316 (2004)
- Њемодлин (Niemodlin) – 6 942 (2004)
- Кјетж (Kietrz) – 6 440 (2004)
- Волчин (Wołczyn) – 6 221 (2004)
- Гоголин (Gogolin) -6 116 (2004)